# Parlamentswahl in Bulgarien Juni 2024
- BSP: 19
- DPS: 47
- PP–DB: 39
- GERB-SDS: 68
- ITN: 16
- Welit.: 13
- W: 38

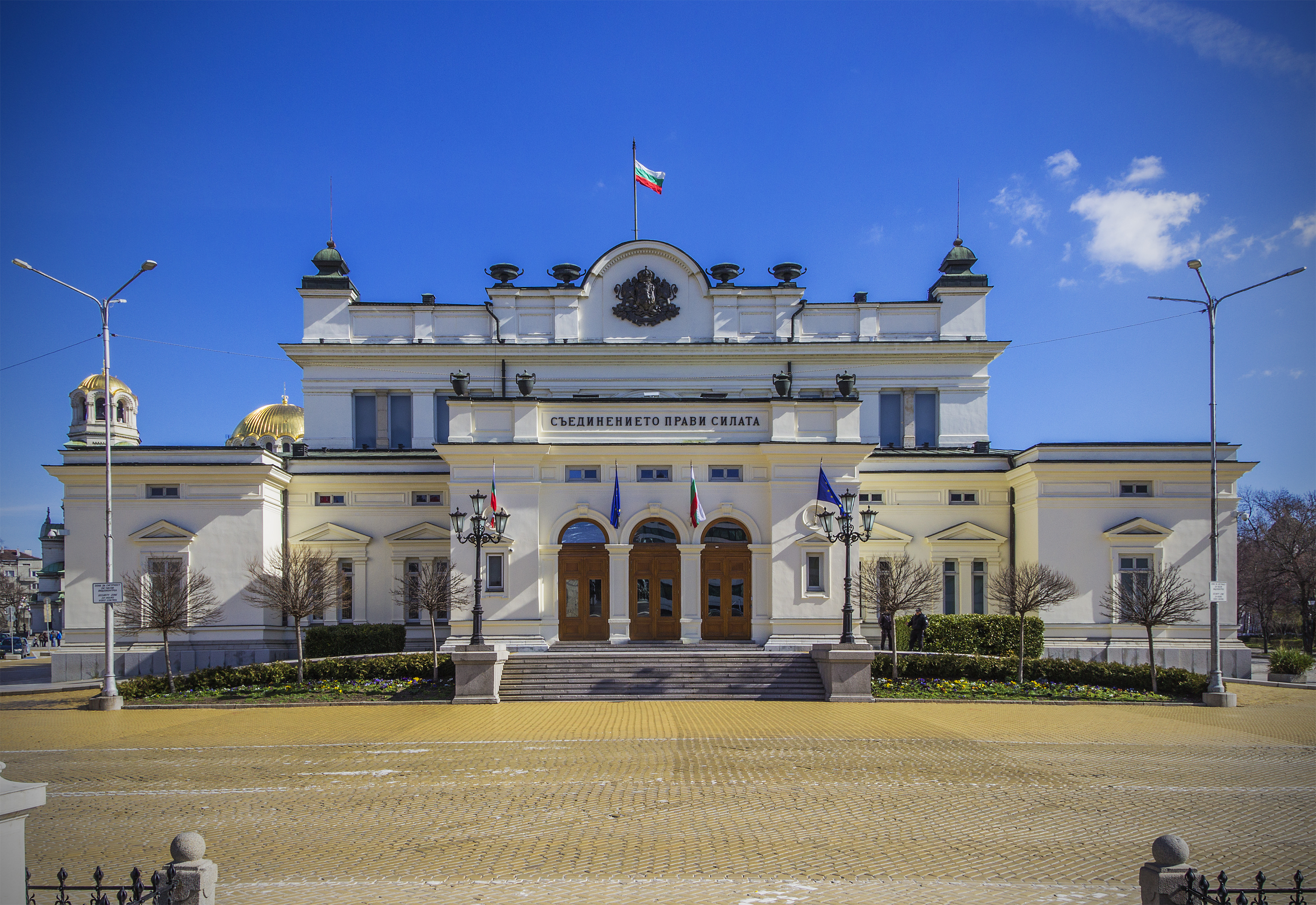
Parlamentsgebäude des Narodno Sabranie in Sofia

Die Parlamentswahl in Bulgarien fand zeitgleich mit der Wahl zum Europäischen Parlament am 9. Juni 2024 statt. Gewählt wurden die 240 Abgeordneten der bulgarischen Nationalversammlung (Narodno Sabranie). Die vorgezogene Neuwahl war notwendig geworden, nachdem im März 2023 eine geplante Umbildung der Regierung Denkow zum Bruch der Koalition zwischen GERB-SDS und PP-DB geführt hatte. Die Nationalversammlung wurde somit zum sechsten Mal innerhalb von drei Jahren neu gewählt (April, Juli und November 2021, Oktober 2022, April 2023).
Das konservative Bündnis GERB-SDS konnte die Wahl gewinnen, nachdem das PP-DB-Bündnis harte Verluste hatte erleiden müssen und auf 14 Prozent gestürzt war. Die DPS wurde erstmals zweitstärkste Partei bei den Wahlen, die prorussische Partei Wiedergeburt konnte ihr Ergebnis aus dem Vorjahr halten und erreichte wieder rund 14 Prozent. Mit der Partei Welitschie wurde zudem eine weitere prorussische Partei ins Parlament gewählt. Die Wahlbeteiligte war mit nur knapp über 34 Prozent auf einem neuen Tiefstand angelangt.
Nachdem es weder GERB noch PP-DB und zuletzt auch der ITN nicht gelungen war, eine Regierung zu bilden, kam es bereits im Oktober 2024 wieder zu Neuwahlen.

## Hintergrund
Nach der Parlamentswahl 2023 einigten sich die konservative GERB-Partei und Wir setzen den Wandel fort – Demokratisches Bulgarien (PP-DB) auf eine vorgezogene Neuwahl nach 18 Monaten. Solange sollten dringende Staatsreformen, welche jedoch in der Umsetzung umstritten waren,  in einer gemeinsamen Regierungskoalition umgesetzt werden. Das Ministerpräsidentenamt sollte nach dem Rotationsprinzip wechseln. Zunächst sollte Nikolaj Denkow von Wir setzen den Wandel fort Ministerpräsident werden, nach neun Monaten Marija Gabriel von GERB. Denkow wurde am 7. Juni 2023 vom Parlament zum Ministerpräsidenten gewählt und reichte nach neun Monaten – wie inoffiziell vereinbart – seinen Rücktritt ein.
Marija Gabriel (GERB) wurde daraufhin vom Präsidenten beauftragt, eine neue Regierung zu bilden. In den folgenden Tagen konnte jedoch keine Einigung zwischen den Regierungskoalitionen erzielt werden. Ein Hauptstreitpunkt war die Forderung der PP-DB nach einem Koalitionsvertrag, der die notwendigen Reformen in den Bereichen Justiz, Wirtschaft und Nachrichtendienste festlegen und zur Grundlage der Regierungsarbeit machen sollte. Die Unterzeichnung dieses Dokuments wurde mehrfach von GERB abgelehnt und sabotiert. Trotzdem präsentierte Gabriel am 17. März dem Präsidenten eine Liste für das Kabinett, in der jedoch sechs Minister neu waren, von denen sie vier ihrer Partei GERB ohne vorherige Absprache zuwies. Die übrigen 11 Minister der PP-DB hatten dem Kabinettsvorschlag von Gabriel nicht zugestimmt, erklärten ihren Rücktritt und zogen ihre Unterstützung zurück. Schließlich gab Marija Gabriel in einer Erklärung vor dem Parlament bekannt, dass sie nicht mehr für das Amt der Ministerpräsidentin zur Verfügung stehen würde. Nachdem drei Versuche der Regierungsbildung Ende März 2024 gescheitert waren, beauftragte Präsident Rumen Radew den Chef des Rechnungshofes Dimitar Glawtschew zur Bildung einer Übergangsregierung, die Neuwahlen organisieren soll. Am 9. April 2024 wurde die erste Interimsregierung von Dimitar Glawtschew vereidigt. Präsident Radew rief offiziell Neuwahlen für den 9. Juni aus.
Im April 2024 gaben die Grüne Bewegung (ZD) und die Mitteleuropäische Klasse (SEK) bekannt, dass sie nicht als Teil der Wahlallianz PP-DB, sondern allein oder mit anderen Partner an den Wahlen teilnehmen werden.

## Organisation

### Wahlsystem und -recht
Stimmberechtigt sind alle volljährigen bulgarischen Staatsbürger im In- und Ausland, wobei die Volljährigkeit mit der Vollendung des 18. Lebensjahres erreicht wird.
Die 240 Abgeordneten der Nationalversammlung werden in einer Verhältniswahl gewählt. Dafür wird Bulgarien in 31 Mehrpersonenwahlkreisen mit einer Größe von 4 bis 16 Sitzen gewählt eingeteilt, die großteils den 28 Oblasten des Landes entsprechen. Ausnahmen sind die Hauptstadt Sofia, die in drei Wahlbezirke aufgeteilt ist, und die Stadt Plowdiw, die einen eigenen Wahlkreis bildet.
Für den Einzug in die Nationalversammlung muss eine Partei die Vier-Prozent-Hürde überspringen (Sperrklausel), wobei die Sitze nach dem Hare/Niemeyer-Verfahren vergeben werden.

### Stimmabgabe
Die Wähler sind aufgefordert, ihre Stimme in den 31 Wahlkreisen in Bulgarien und in 769 Auslandswahllokalen in 60 Staaten abzugeben. Die Stimmabgabe war ausschließlich im Wahllokal möglich; eine Briefwahl gab es nicht. Es sind die fünfte Wahl seit der Einführung der Stimmabgabe mittels Wahlmaschinen. Dabei soll in denjenigen Wahllokalen, wo bei der letzten Wahl mindestens 300 Stimmabgaben erfolgten oder mindestens 300 Stimmberechtigte die Eröffnung eines Wahllokals beantragt haben, die Stimmabgabe elektronisch erfolgen. Die elektronische Stimmabgabe ist für alle Wahllokale im In- und Ausland bindend, welche den Anforderungen entsprechen.
In einigen Ländern wie Deutschland, wo maximal 40 Wahllokale außerhalb der diplomatischen Vertretungen eröffnet werden dürfen, existieren weitere lokale rechtliche Einschränkungen. Wegen der Zeitverschiebung endet der Wahltag im Ausland mit Ablauf des Wahltages in den Wahllokalen in Kalifornien, USA, am Montag, dem 10. April um 6 Uhr OEZ. Die meisten Wahllokale gab es in der Türkei (166), gefolgt vom Vereinigten Königreich (118), Deutschland (103), Spanien (64), Vereinigte Staaten (55) und Griechenland (28).

## Parteien
| #  | Liste | Parteien                                                                                               | Wahl 2023          | Wahl 2023 |
| #  | Liste | Parteien                                                                                               | Stimmen            | Mandate   |
| -- | --- | --- | ------------------ | --------- |
| 1  | Es gibt ein solches Volk (ITN) Ima Takaw Narod                                                                              | Es gibt ein solches Volk (ITN) Ima Takaw Narod                                                         | 4,1 %              | 11        |
| 2  | Glas naroden | Glas naroden                                                                                           | 0,2 %              | –         |
| 3  | Blaues Bulgarien (SB) Sinja Balgarija                                                                                       | Konserwatiwno Obedinenie na Desnizata (KOD)                                                            | 0,3 %              | –         |
| 3  | Blaues Bulgarien (SB) Sinja Balgarija                                                                                       | Balgarski Demokratitscheski Forum                                                                      | –                  | –         |
| 3  | Blaues Bulgarien (SB) Sinja Balgarija                                                                                       | Dwischenie Demokratitschno Dejstwie (D3)                                                               | –                  | –         |
| 3  | Blaues Bulgarien (SB) Sinja Balgarija                                                                                       | Nationale Bewegung für Stabilität und Fortschritt (NDSW) Nazionalno Dwischenie sa Stabilnost i Waschod | –                  | –         |
| 3  | Blaues Bulgarien (SB) Sinja Balgarija                                                                                       | Dwischenie Balgarija na Graschdanite                                                                   | –                  | –         |
| 3  | Blaues Bulgarien (SB) Sinja Balgarija                                                                                       | Konserwatiwna Balgarija                                                                                | –                  | –         |
| 3  | Blaues Bulgarien (SB) Sinja Balgarija                                                                                       | Radikaldemokratische Partei in Bulgarien Radikaldemokratitscheska Partija w Balgarija                  | –                  | –         |
| 3  | Blaues Bulgarien (SB) Sinja Balgarija                                                                                       | Bulgarische Neue Demokratie Balgarska Nowa Demokrazija                                                 | –                  | –         |
| 3  | Blaues Bulgarien (SB) Sinja Balgarija                                                                                       | Semedelski Naroden Sajus                                                                               | –                  | –         |
| 4  | Nie Graschdanite | Balgarskata Prolet                                                                                     | –                  | –         |
| 4  | Nie Graschdanite | Kompetentnost, Otgowornost i Istina (KOJ)                                                              | 0,3 % (Was-ES-NAT) | –         |
| 4  | Nie Graschdanite | Balgarska Rabotnitschesko – Selska Partija                                                             | 0,3 % (Was-ES-NAT) | –         |
| 4  | Nie Graschdanite | Nazija                                                                                                 | 0,3 % (Was-ES-NAT) | –         |
| 6  | Balgarski Glassa | Balgarski Glassa                                                                                       | –                  | –         |
| 7  | Koalizija na Rosata | Balgarska Sozialdemokrazija – Ewrolewiza (BSDE)                                                        | 0,1 %              | –         |
| 7  | Koalizija na Rosata | Obedinen Blok na Truda Balgarski Lejbaristi                                                            | –                  | –         |
| 7  | Koalizija na Rosata | Rodoljubie 2000                                                                                        | –                  | –         |
| 8  | ZENTAR | Swoboda                                                                                                | –                  | –         |
| 8  | ZENTAR | Balgarska Semedelska Partija                                                                           | –                  | –         |
| 9  | Solidarisches Bulgarien Solidarna Balgarija                                                                                 | Steh auf Bulgarien (IS.BG) Isprawi se Balgarija                                                        | (Lewizata!)        | –         |
| 9  | Solidarisches Bulgarien Solidarna Balgarija                                                                                 | Balgarskata Lewiza                                                                                     | –                  | –         |
| 9  | Solidarisches Bulgarien Solidarna Balgarija                                                                                 | Obedinena Sozialdemokrazija                                                                            | –                  | –         |
| 10 | Edinenie | Edinenie                                                                                               | –                  | –         |
| 11 | Balgarsko Nazionalno Obedinenie (BNO)                                                                                       | Balgarsko Nazionalno Obedinenie (BNO)                                                                  | 0,1 %              | –         |
| 12 | Wiedergeburt Wasraschdane                                                                                                   | Wiedergeburt Wasraschdane                                                                              | 14,2 %             | 37        |
| 13 | Moral, Edinstwo, Tschest (METsch)                                                                                           | Moral, Edinstwo, Tschest (METsch)                                                                      | –                  | –         |
| 14 | Wir setzen den Wandel fort-Demokratisches Bulgarien (PP-DB) Koalizija Prodalschawame Promjanata – Demokratitschna Balgarija | Wir setzen den Wandel fort (PP) Prodalschawame Promjanata                                              | 24,6 %             | 64        |
| 14 | Wir setzen den Wandel fort-Demokratisches Bulgarien (PP-DB) Koalizija Prodalschawame Promjanata – Demokratitschna Balgarija | Volt Bulgarien Volt                                                                                    | 24,6 %             | 64        |
| 14 | Wir setzen den Wandel fort-Demokratisches Bulgarien (PP-DB) Koalizija Prodalschawame Promjanata – Demokratitschna Balgarija | Ja, Bulgarien! (DaB) Dwischenie Da Balgarija                                                           | 24,6 %             | 64        |
| 14 | Wir setzen den Wandel fort-Demokratisches Bulgarien (PP-DB) Koalizija Prodalschawame Promjanata – Demokratitschna Balgarija | Demokraten für ein starkes Bulgarien (DSB) Demokrati sa Silna Balgarija                                | 24,6 %             | 64        |
| 15 | Narodna Partija Istinata i Samo Istinata                                                                                    | Narodna Partija Istinata i Samo Istinata                                                               | –                  | –         |
| 16 | Bulgarischer Aufstieg Balgarski Waschod                                                                                     | Bulgarischer Aufstieg Balgarski Waschod                                                                | 3,1 %              | –         |
| 17 | Graschdanski Blok (GB) | Balgarski Demokratitschen Sajus „Radikali“                                                             | –                  | –         |
| 17 | Graschdanski Blok (GB) | Partija na Balgarskite Scheni                                                                          | –                  | –         |
| 18 | Obschtestwo sa Nowa Balgarija                                                                                               | Obschtestwo sa Nowa Balgarija                                                                          | –                  | –         |
| 19 | Lewizata! | Alternative für die Bulgarische Wiedergeburt (ABW) Alternatiwa sa Balgarsko Wasraschdane               | 2,2 %              | –         |
| 19 | Lewizata! | Bewegung 21 Dwischenie 21                                                                              | 2,2 %              | –         |
| 19 | Lewizata! | Semedelski Sajus „Aleksandar Stambolijski“                                                             | 2,2 %              | –         |
| 19 | Lewizata! | Grüne Partei Selena Partija                                                                            | –                  | –         |
| 19 | Lewizata! | Nazionalno Dwischenie sa Spassenie na Otetschestwoto                                                   | –                  | –         |
| 19 | Lewizata! | Polititschesko Dwischenie Sozialdemokrati                                                              | –                  | –         |
| 20 | Partija na selenite | Partija na selenite                                                                                    | (Saedno)           | –         |
| 21 | Nie Idwame | Nie Idwame                                                                                             | –                  | –         |
| 22 | GERB-SDS | GERB                                                                                                   | 26,5 %             | 69        |
| 22 | GERB-SDS | Union der Demokratischen Kräfte (SDS) Sajus na Demokratitschnite Sili                                  | 26,5 %             | 69        |
| 23 | Balgarski Nazionalen Sajus – Nowa Demokrazija                                                                               | Balgarski Nazionalen Sajus – Nowa Demokrazija                                                          | 0,1 %              | –         |
| 24 | BSP für Bulgarien BSP sa Balgarija                                                                                          | Bulgarische Sozialistische Partei (BSP) Balgarska Sozialistitscheska Partija                           | 8,9 %              | 23        |
| 24 | BSP für Bulgarien BSP sa Balgarija                                                                                          | Polititscheski Klub „Ekoglasnost“                                                                      | 8,9 %              | 23        |
| 24 | BSP für Bulgarien BSP sa Balgarija                                                                                          | Polititscheski Klub „Trakija“                                                                          | 8,9 %              | 23        |
| 25 | Welitschie | Welitschie                                                                                             | –                  | –         |
| 26 | IMRO – Bulgarische Nationale Bewegung WMRO – Balgarsko Nazionalno Dwischenie                                                | IMRO – Bulgarische Nationale Bewegung WMRO – Balgarsko Nazionalno Dwischenie                           | –                  | –         |
| 27 | Prjaka Demokrazija | Prjaka Demokrazija                                                                                     | –                  | –         |
| 28 | Bewegung für Rechte und Freiheiten (DPS) Dwischenie sa Prawa i Swobodi                                                      | Bewegung für Rechte und Freiheiten (DPS) Dwischenie sa Prawa i Swobodi                                 | 13,7 %             | 36        |
| 29 | Grüne Bewegung Seleno Dwischenie                                                                                            | Grüne Bewegung Seleno Dwischenie                                                                       | (PP-DB)            | –         |
| 30 | Sa Welika Balgarija | Sa Welika Balgarija                                                                                    | –                  | –         |
| 31 | Balgarski Sajus sa Direktna Demokrazija (BSDD)                                                                              | Balgarski Sajus sa Direktna Demokrazija (BSDD)                                                         | 0,1 %              | –         |
| 32 | Neutralna Balgarija | Balgarska Komunistitscheska Partija                                                                    | 0,4 %              | –         |
| 32 | Neutralna Balgarija | Partija na Balgarskite Komunisti                                                                       | 0,4 %              | –         |
| 32 | Neutralna Balgarija | Russofili sa Wasraschdane na Otetschestwoto                                                            | 0,4 %              | –         |
| 32 | Neutralna Balgarija | Komunistitscheska Partija na Balgarija                                                                 | –                  | –         |

## Ergebnis

Verteilung der Wahlstimmen und gewählten Abgeordnete nach Wahlbezirk

Insgesamt beteiligten sich knapp 34 Prozent der Bulgaren an der Wahl. Die von der GERB angeführte Koalition mit der Union der Demokratischen Kräfte (SDS) und Bewegung Gergjowden (DG) hat die Wahlen in fast allen Wahlbezirken gewonnen. Die Koalition ist nicht die stärkste politische Kraft in Sofia, wo sie nur einer der drei Wahlbezirken der bulgarischen Hauptstadt Sofia gewann. Dort sowie in Plowdiw und in Russe, hatte bei der letzten Wahl noch Wahlallianz Wir setzen den Wandel fort-Demokratisches Bulgarien (PP-DB) gewonnen, die jetzt verloren gingen. Dennoch behauptete sich die PP-DB in zwei der drei Großstadtbezirken der Hauptstadt, darunter der bevölkerungsreichste des Landes.
Die Bewegung für Rechte und Freiheiten (DPS) ist die andere Partei, die mehrere Bezirke gewinnen konnte. Die Bewegung ist die erste Kraft in den Wahlbezirken von Kardschali, Rasgrad, Silistra, Targowischte, Schumen sowie Smoljan, wo sie sich gegenüber GERB durchsetzte.
Die höchste Wahlbeteiligung wurde mit 41,52 Prozent im 23. Wahlkreis der Hauptstadt Sofia registriert, in dem das bürgerliche Reformbündnis PP-DB die meisten Stimmen gewann. Mit 24,31 Prozent wurde die niedrigste Wahlbeteiligung in der Region Sliwen verzeichnet, gefolgt von der Region Plowdiw mit 26,28 Prozent. In beiden Regionen gewann die Koalition GERB-SDS.
| Listen            | Listen | Stimmen   | %    | Mandate |
| ----------------- | --- | --------- | ---- | ------- |
|                   | GERB – Sajus na Demokratitschnite Sili (GERB-SDS) GERB-SDS                                                                    | 530.658   | 24,7 | 68      |
|                   | Bewegung für Rechte und Freiheiten (DPS) Dwischenie sa Prawa i Swobodi                                                        | 366.310   | 17,1 | 47      |
|                   | Wir setzen den Wandel fort – Demokratisches Bulgarien (PP-DB) Koalizija Prodalschawame Promjanata – Demokratitschna Balgarija | 307.849   | 14,3 | 39      |
|                   | Wiedergeburt (W) Wasraschdane                                                                                                 | 295.915   | 13,8 | 38      |
|                   | BSP für Bulgarien (BSP) BSP sa Balgarija                                                                                      | 151.560   | 7,1  | 19      |
|                   | Es gibt ein solches Volk (ITN) Ima Takaw Narod                                                                                | 128.007   | 6,0  | 16      |
|                   | Welitschie | 99.862    | 4,6  | 13      |
|                   | Moral, Edinstwo, Tschest | 63.992    | 3,0  | –       |
|                   | Blaues Bulgarien Sinja Balgarija                                                                                              | 33.613    | 1,6  | –       |
|                   | Solidarisches Bulgarien Solidarna Balgarija                                                                                   | 31.476    | 1,5  | –       |
|                   | ZENTAR | 25.664    | 1,2  | –       |
|                   | IMRO – Bulgarische Nationale Bewegung WMRO – Balgarsko Nazionalno Dwischenie                                                  | 21.272    | 1,0  | –       |
|                   | Lewizata! | 15.175    | 0,7  | –       |
|                   | Bulgarischer Aufstieg (BW) Balgarski Waschod                                                                                  | 12.322    | 0,6  | –       |
|                   | Grüne Bewegung Seleno Dwischenie                                                                                              | 9.324     | 0,4  | –       |
|                   | Glas naroden | 6.560     | 0,3  | –       |
|                   | Nie Idwame | 5.939     | 0,3  | –       |
|                   | Partija na selenite | 5.494     | 0,3  | –       |
|                   | Prjaka Demokrazija | 5.207     | 0,2  | –       |
|                   | Edinenie | 5.206     | 0,2  | –       |
|                   | Nie Graschdanite | 4.662     | 0,2  | –       |
|                   | Balgarski Glassa | 3.378     | 0,2  | –       |
|                   | Graschdanski Blok | 3.003     | 0,1  | –       |
|                   | Istinata i Samo Istinata | 2.483     | 0,1  | –       |
|                   | Neutralna Balgarija | 2.462     | 0,1  | –       |
|                   | Obschtestwo sa Nowa Balgarija                                                                                                 | 2.249     | 0,1  | –       |
|                   | Koalizija na Rosata | 2.206     | 0,1  | –       |
|                   | Balgarski Nazionalen Sajus – Nowa Demokrazija                                                                                 | 2.128     | 0,1  | –       |
|                   | Sa Welika Balgarija | 1.893     | 0,1  | –       |
|                   | Balgarski Sajus sa Direktna Demokrazija (BSDD)                                                                                | 946       | 0,0  | –       |
|                   | Balgarsko Nazionalno Obedinenie (BNO)                                                                                         | 920       | 0,0  | –       |
| Gesamt            | Gesamt | 2.147.735 | 100  | 240     |
|                   | |           |      |         |
| Keine Liste       | Keine Liste | 63.913    | 2,8  |         |
| Ungültige Stimmen | Ungültige Stimmen | 58.183    | 2,6  |         |
| Wähler            | Wähler | 2.269.831 | 34,4 |         |
| Wahlberechtigte   | Wahlberechtigte | 6.594.076 |      |         |
|                   | |           |      |         |
| Quelle: CIK       | |           |      |         |

## Nach der Wahl

### Innerparteiliche Folgen
Das schwache Ergebnis der Koalition Wir setzen den Wandel fort-Demokratisches Bulgarien (PP-DB), mit einem Verlust von fast der Hälfte der Wählerstimmen, führte zum Rücktritt des Vorsitzenden von Ja, Bulgarien und Co-Vorsitzenden von Demokratisches Bulgarien, Christo Iwanow, der auch auf seinen Sitz im nächsten Parlament verzichtete.
Die schlechten Ergebnisse führten auch zum Rücktritt von Kornelija Ninowa als Vorsitzende der BSP. Am 9. Juni erhielten die Sozialisten 151.557 Stimmen, was 74.357 oder 32,9 % weniger Wähler sind als bei den Parlamentswahlen 2023, als 225.914 Personen für sie stimmten. 2017, als sie den Parteivorsitzt übernahm, hatten noch fast eine Million Wähler für die BSP gestimmt. Am 15. Juni übernahm Atanas Safirow als Interimsvorsitzender die Leitung der Partei.
Kurz darauf wurde der von der Liste von BSP gewählte Abgeordneter Kalojan Metodiew aus der Fraktion ausgeschlossen. Am 28. Juni wurde die Stellvertreterin der DPS, Ajsel Rufad ebenfalls aus ihrer Fraktion ausgeschlossen. Beide bleiben im Parlament als unabhängige Abgeordnete.

### Regierungsbildung
Am 13. Juni, vier Tage nach den Wahlen, aus denen die GERB als Sieger hervorging, kündigte der Parteivorsitzende Bojko Borissow an, eine Expertenregierung mit dem ersten Mandat und einem Premierminister aus der GERB zu bilden oder neue vorgezogene Wahlen herbeizuführen. In letzterem Fall wäre es das vierte Mal in den letzten drei Jahren, dass GERB als Sieger bei einer Parlamentswahl hervorgeht, jedoch nicht in der Lage ist, eine Regierung zu bilden. Dieser Fall trat schließlich so ein.
Nachdem die Koalition GERB-SDS mit dem ersten Regierungsmandat beauftragt wurde, nominierte GERB den ehemaligen Parlamentspräsidenten Rossen Scheljaskow zum Ministerpräsidenten. Das von ihm vorgestellte Kabinett fand im Parlament keine Mehrheit und scheiterte bei der Regierungsbildung Anfang Juli 2024. Bei der Abstimmung im Parlament unterstützte ein Teil der DPS-Abgeordnete, angeführt von Deljan Peewski das Projektkabinett von Scheljaskow, 17 Abgeordnete folgten jedoch dem Aufruf des ehrenamtlichen Vorsitzen der DPS, Ahmed Dogan und stimmten dagegen. In den folgenden Tagen kam es zum Bruch in der DPS und es entbrannte ein Machtkampf zwischen dem Parteivorsitzenden Peewski und Dogan: Dogan forderte in einem offenen Brief an die Parteimitglieder am Abend des 10. Julis 2024 den Rücktritt Peewskis als Vorsitzender und fünf weiterer führender Mitstreiter, da sie unter anderem grob die Satzung der DPS nicht beachtet haben und sich „brutal“ gegenüber den Führungsgremien der DPS verhalten haben. Am Morgen darauf wurden wiederum die 17 Parlamentarier, die sich an Dogans Empfehlung gehalten hatten und ein Treffen mit ihm abhielten, von der Fraktion der DPS ausgeschlossenen. Zwei weitere Abgeordnete traten eigenständig aus, sodass sich die Anzahl der Mitglieder der Fraktion der DPS unter Peewski auf 25 befand, wobei sie somit nur viertstärkste Kraft wurde und nicht mehr den zweiten Auftrag zur Regierungsbildung bekommen konnte. Am 12. Juli traten weitere 2 Abgeordnete aus der von Peewski geführten Fraktion der DPS aus, womit sich ihre Anzahl auf 23 reduzierte.
Der zweite Regierungsauftrag wurde dann von PP-DB mangels fehlenden Partnern im Parlament direkt wieder zurückgegeben. Radew wählte daraufhin ITN für den dritten Versuch zur Regierungsbildung, welcher trotz Bemühungen zur Bildung einer Expertenregierung scheiterte und es somit klar wurde, dass Neuwahlen nötig sein werden. Da seit den Verfassungsänderungen Ende 2023 der Präsident nur aus einer begrenzten Liste (insgesamt sieben Personen) einen Kandidaten zum Ministerpräsidenten der Übergangsregierung auswählen kann, gestaltete sich die Auswahl schwierig, da einige potenzielle Kandidaten absagten. Schließlich beauftragte Radew am 9. August die stellvertretende Vorsitzende des Rechnungshofs Goriza Grantscharowa-Koscharewa zum Vorstellen eines Projektskabinetts am 19. August. In der geplanten Regierung hätte Kalin Stojanow (amtierend seit der Regierung Denkow) das Amt des Innenministers weitergeführt, wobei Stojanow in der Kritik stand, in Stimmenkäufe verwickelt zu sein. Radew verweigerte daraufhin mangels Vertrauen die Zustimmung zur Unterzeichnung des Ukas zur Bildung der Übergangsregierung und gab Grantscharowa-Koscharewa bis 15.00 Uhr am 19. August Bedenkzeit. Da sie sich weigerte, Stojanow auszutauschen, erklärte Radew, dass die zu diesem Zeitpunkt auf den 20. Oktober angesetzten Wahlen verschoben werden müssen. Diese Situation war ein Novum. Beamte des Innenministeriums protestierten noch am selben Abend mit Polizeifahrzeugen in Sofia und Warna und erklärten, dass sie Stojanow unterstützen. Schließlich zeigte sich auch Stojanow mit erhobener Faust vor dem Präsidentschaftssitz. Dies erzeugte eine weitere Welle der Empörung und so forderte auch die bis dahin Stojanow unterstützende GERB seine Entlassung. Ebenfalls am selben Abend erklärte Glawtschew, dass er bereit sei auch für eine zweite Übergangsregierung zur Verfügung zu stehen.
Nach weiteren Gesprächen erklärte Radew am 22. August, dass Glawtschew eine zweite Übergangsregierung ohne Stojanow als Innenminister bilden soll, welche schließlich am 27. August vereidigt wurde. Die Regierung Glawtschew II soll die für den 27. Oktober 2024 angesetzte Neuwahl des Parlaments vorbereiten.